# 岩本進
岩本 進（いわもと すすむ、1941年1月27日 - ）は、三重県熊野市出身の元プロ野球選手（内野手）。

## 経歴
木本高校から1960年に読売ジャイアンツの入団テストに合格し、翌1961年に入団。1962年には遊撃手として一軍に昇格し、同年はイースタン・リーグで本塁打王と打点王を獲得。
1963年は春季キャンプの練習試合で頭部死球を受けたことで出遅れたが、4月5日に突然「就職先を探してくる」と言って合宿所を飛び出し、一時行方不明になる。結局実家へ帰っていたことがわかるが、この年に巨人から大毎オリオンズへ移籍していた堀本律雄から「まだやる気があるのなら、自分から球団（大毎）と話をしてやる」との手紙を受け、これがきっかけとなって同年5月21日に大毎オリオンズと契約して移籍。7試合に二塁手・遊撃手として先発出場を果たす。翌1964年も11試合に二塁手として先発し、打率.293を記録。イースタン・リーグで今度は首位打者を獲得した。1965年には三塁手としても起用されるが出場機会は減少、同年限りで引退。
その後は芸能プロダクションに勤務し、後に地元へ帰郷して長らく営業マンとして活動。その後、トマトの有機栽培を手掛けるなど農業を経営している。

## 詳細情報

### 年度別打撃成績
| 年 度     | 球 団     | 試 合 | 打 席 | 打 数 | 得 点 | 安 打 | 二 塁 打 | 三 塁 打 | 本 塁 打 | 塁 打 | 打 点 | 盗 塁 | 盗 塁 死 | 犠 打 | 犠 飛 | 四 球 | 敬 遠 | 死 球 | 三 振 | 併 殺 打 | 打 率 | 出 塁 率 | 長 打 率 | O P S |
| --------- | --------- | ----- | ----- | ----- | ----- | ----- | -------- | -------- | -------- | ----- | ----- | ----- | -------- | ----- | ----- | ----- | ----- | ----- | ----- | -------- | ----- | -------- | -------- | ----- |
| 1962      | 巨人      | 2     | 1     | 0     | 1     | 0     | 0        | 0        | 0        | 0     | 0     | 1     | 0        | 0     | 0     | 1     | 0     | 0     | 0     | 0        | .000  | 1.000    | .000     | 1.000 |
| 1963      | 大毎 東京 | 46    | 30    | 26    | 1     | 2     | 0        | 0        | 0        | 2     | 2     | 0     | 0        | 2     | 0     | 2     | 0     | 0     | 7     | 0        | .077  | .143     | .077     | .220  |
| 1964      | 大毎 東京 | 38    | 45    | 41    | 3     | 12    | 1        | 0        | 1        | 16    | 3     | 1     | 0        | 2     | 0     | 1     | 0     | 0     | 6     | 1        | .293  | .310     | .390     | .700  |
| 1965      | 大毎 東京 | 4     | 1     | 1     | 0     | 0     | 0        | 0        | 0        | 0     | 0     | 0     | 0        | 0     | 0     | 0     | 0     | 0     | 1     | 0        | .000  | .000     | .000     | .000  |
| 通算：4年 | 通算：4年 | 90    | 77    | 68    | 5     | 14    | 1        | 0        | 1        | 18    | 5     | 2     | 0        | 4     | 0     | 4     | 0     | 0     | 14    | 1        | .206  | .250     | .265     | .515  |

### 背番号
- 52 （1961年 - 1963年途中）
- 6 （1963年途中 - 同年終了）
- 33 （1964年 - 1965年）